# Philippus- und Jakobuskirche (Stetten am Heuchelberg)

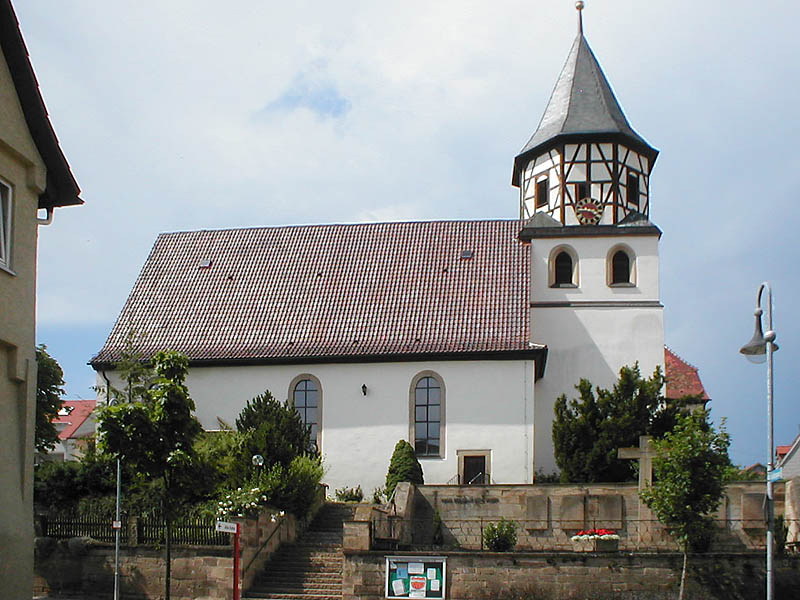
Philippus- und Jakobuskirche in Stetten am Heuchelberg

Die Philippus- und Jakobuskirche in Stetten am Heuchelberg, einem Stadtteil von Schwaigern im nördlichen Baden-Württemberg, ist eine evangelische Pfarrkirche.

## Geschichte
Stetten war ursprünglich eine Filialgemeinde der Martinskirche in Gemmingen und wurde später, zu einem heute nicht mehr bekannten Zeitpunkt, zu einer eigenen Pfarrei erhoben. Der älteste Teil der Kirche im Unterbau des Turms stammt wohl aus dem 11. Jahrhundert, bereits damals hat der steinerne Bau ein älteres hölzernes Bauwerk ersetzt. Ein Turm auf seiner heutigen Grundfläche wurde um 1200 errichtet. Die Stettener Kirche war ab 1401 dem Kloster Hirsau inkorporiert, das auch das Patronatsrecht besaß. 1454 kamen Kirchenbesitz und Patronatsrecht an Württemberg. Graf Eberhard V. verwendete das Einkommen der Stettener und vierer weiterer Kirchen 1476 zur finanziellen Erstausstattung der von ihm gegründeten Universität Tübingen. Den Aposteln Philippus und Jakobus wurde die Kirche 1478 geweiht. Die Hohe Schule veräußerte den Kirchenbesitz wegen zu großer Entfernung 1488 an das Stift Wimpfen und damit unter die kirchliche Führung des Bistums Worms. Die Gemeinde zählte zum Landkapitel in Schwaigern, später nach dessen Abspaltung zum Dekanat Brackenheim.
Zur Reformationszeit war die Ortsherrschaft in Stetten von Württemberg an die früh reformatorisch gesinnten Herren von Gemmingen verpfändet. Durch die katholische Habsburger Verwaltung Württembergs und die Zugehörigkeit der Kirche zum Stift Wimpfen zog sich die Durchführung der Reformation in Stetten jedoch hin, so dass erst 1550 mit Andreas Münster der erste evangelische Pfarrer in Stetten belegt ist. Das Langhaus wurde im 15. und 18. Jahrhundert nach Westen und Süden erweitert, eine Inschrift über dem Portal belegt den Umbau von 1724. Die Kirche wurde 1898, 1931, 1975 und 2020 renoviert.

## Beschreibung

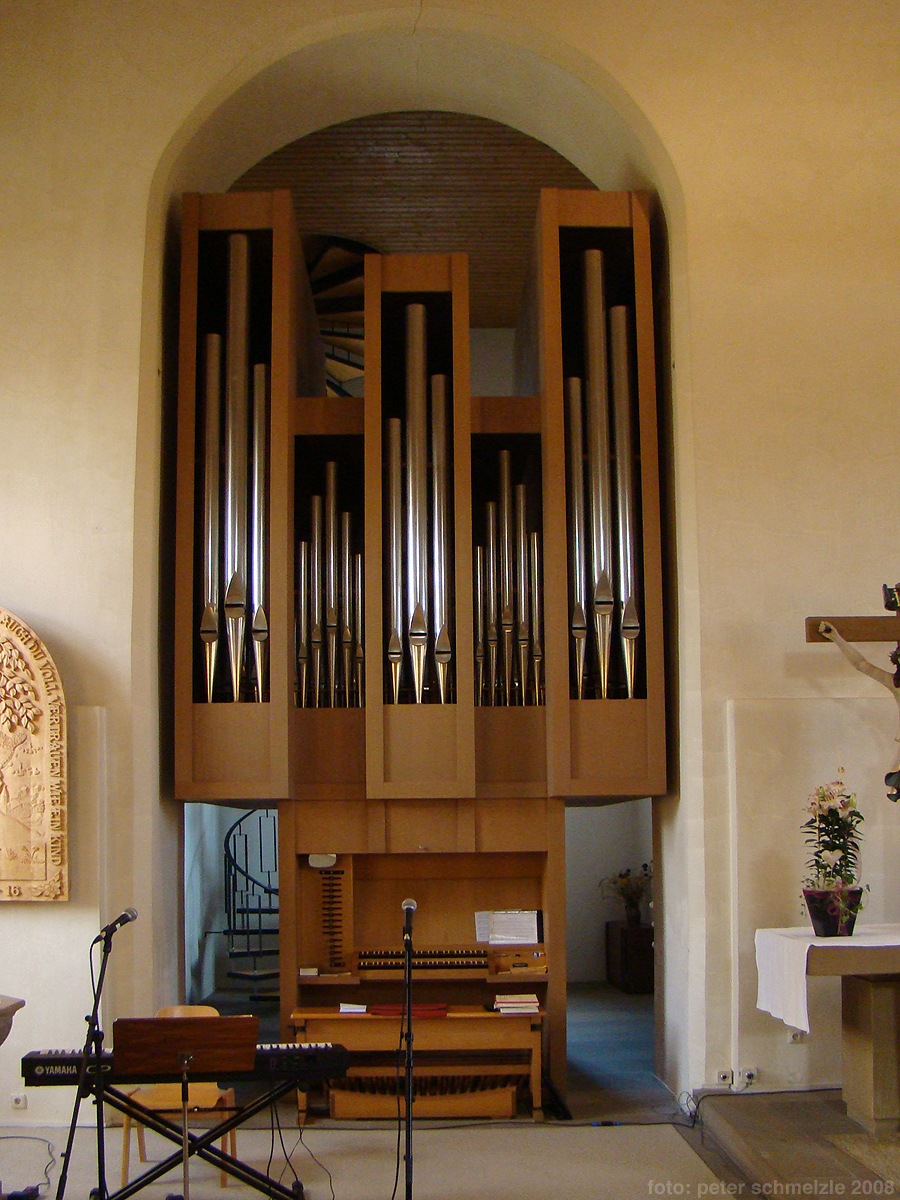
Chorbogen mit Orgel

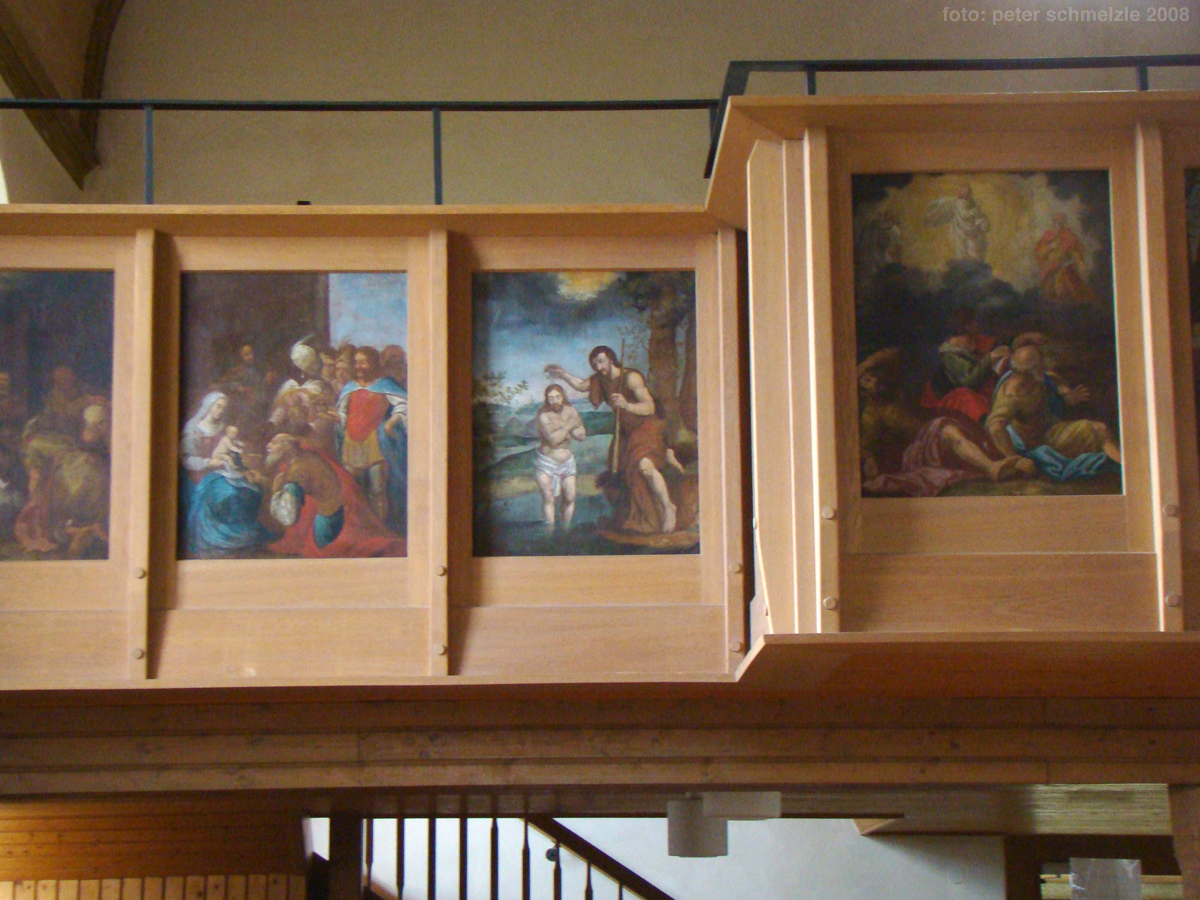
Emporenbrüstung

Im Osten der Kirche befindet sich der Glockenturm, der im Sockelbereich einen massiven quadratischen Grundriss hat und sich nach oben zu einem achteckigen Fachwerkaufsatz unter dem Turmhelm verjüngt. Nach Westen schließt sich das einschiffige und von einem hölzernen Tonnengewölbe überspannte Langhaus an, in dessen westlicher Hälfte eine Empore eingezogen ist.
Das heutige Innere der Kirche ist von Umbauarbeiten der 1970er-Jahre geprägt. Damals wurden der Steinfußboden erneuert, die Empore verkleinert und dabei die vormals verbauten Fensterflächen vergrößert sowie die 1976 bei Plum in Marbach gefertigte Kirchenorgel im Durchgang zum früheren Turmchor aufgestellt. Im Turm, an dessen Verwendung als Chor noch zwei alte Sakramentshäuser künden, der aber zeitweilig auch vermauert und in mehrere Stockwerke aufgeteilt war, wurden untere Stockwerke sowie die Innenausstattung entfernt und eine moderne Wendeltreppe als Zugang zu den oberen Turmstockwerken mit Uhrwerk und Glockenstube eingebaut. Weiterhin wurde bei der Renovierung das Gestühl erneuert und die Tonnendecke von dunkler Bemalung befreit. Ein alter Altar wurde von einem schlichten Sandsteinaltar ersetzt, der am Ostgiebel des Langhauses unterhalb des Kruzifixes aufgestellt wurde. Auch der daneben befindliche Ambo ist schlicht gehalten. Über dem historischen Taufstein hat man eine große hölzerne Reliefarbeit des Stettener Landwirts Robert Krieg von 2003 aufgehängt, die neben Christus mit Kindern unter einer Rebe auch Dorfansichten des Leintals zeigt.
Zu den Kunstschätzen der Kirche zählen das historische Kruzifix, zwölf historische Aposteldarstellungen an der nördlichen Wand des Langhauses sowie 14 historische Gemälde eines unbekannten Meisters wohl aus dem 15. Jahrhundert mit Szenen aus dem Leben Jesu an der Emporenbrüstung.
Hinter der Pfarrkirche befindet sich das Pfarrhaus von 1775. Der verputzte Fachwerkbau mit Krüppelwalmdach hat ein Portal im Stil des Rokoko.

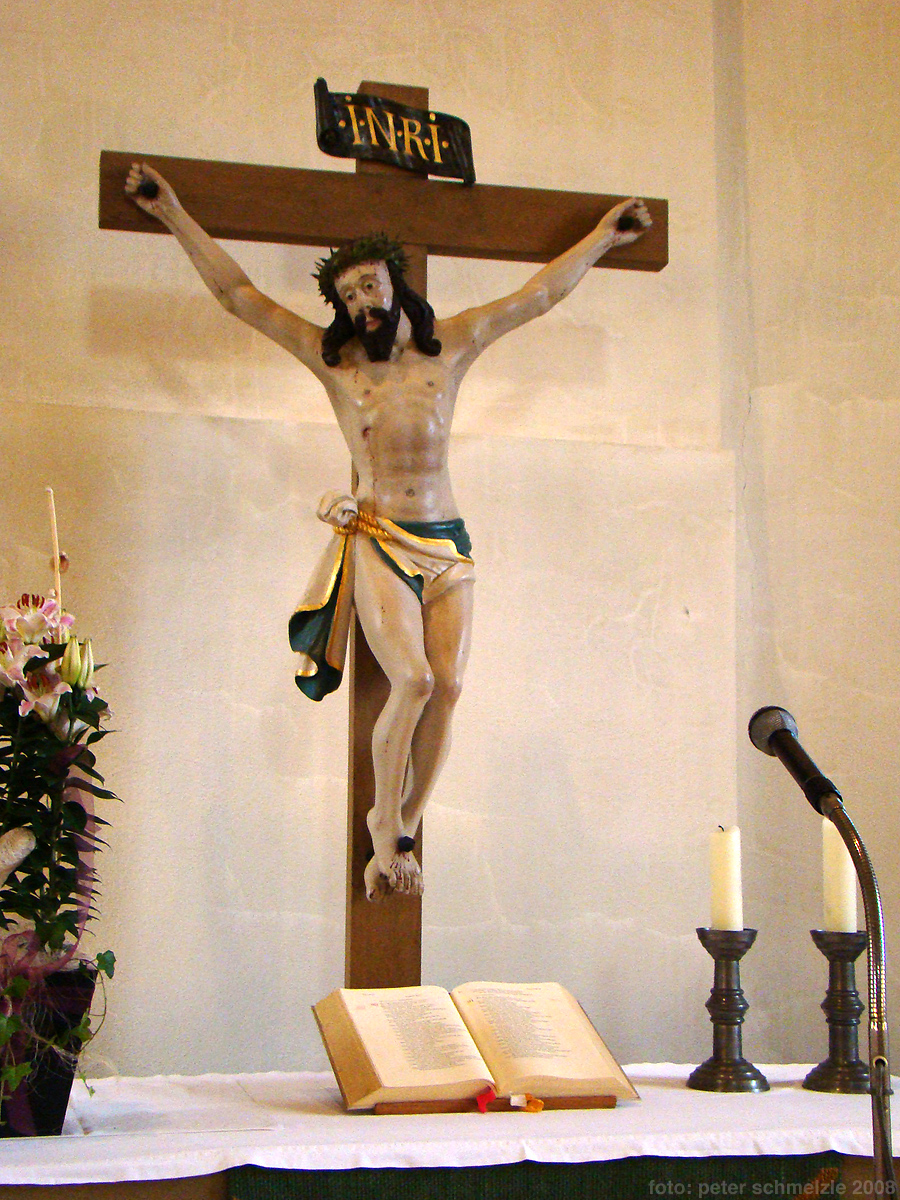
Kruzifix
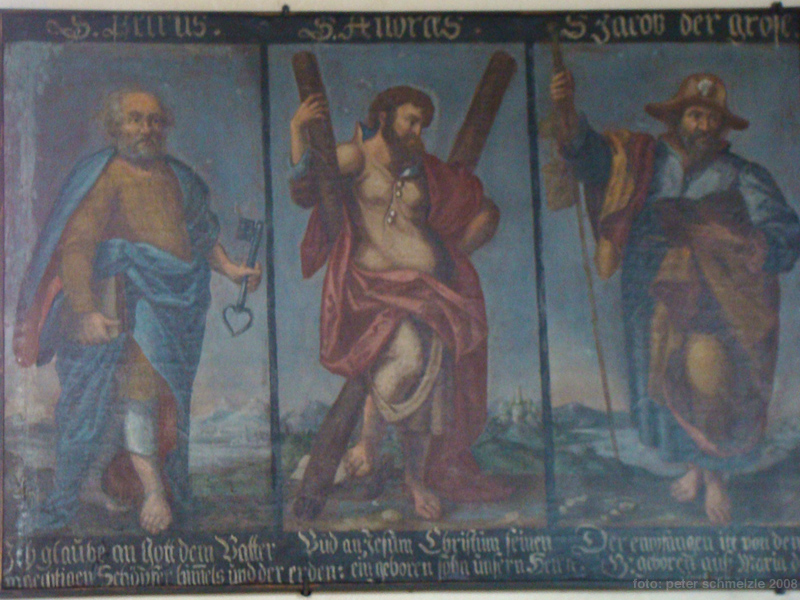
Aposteldarstellungen
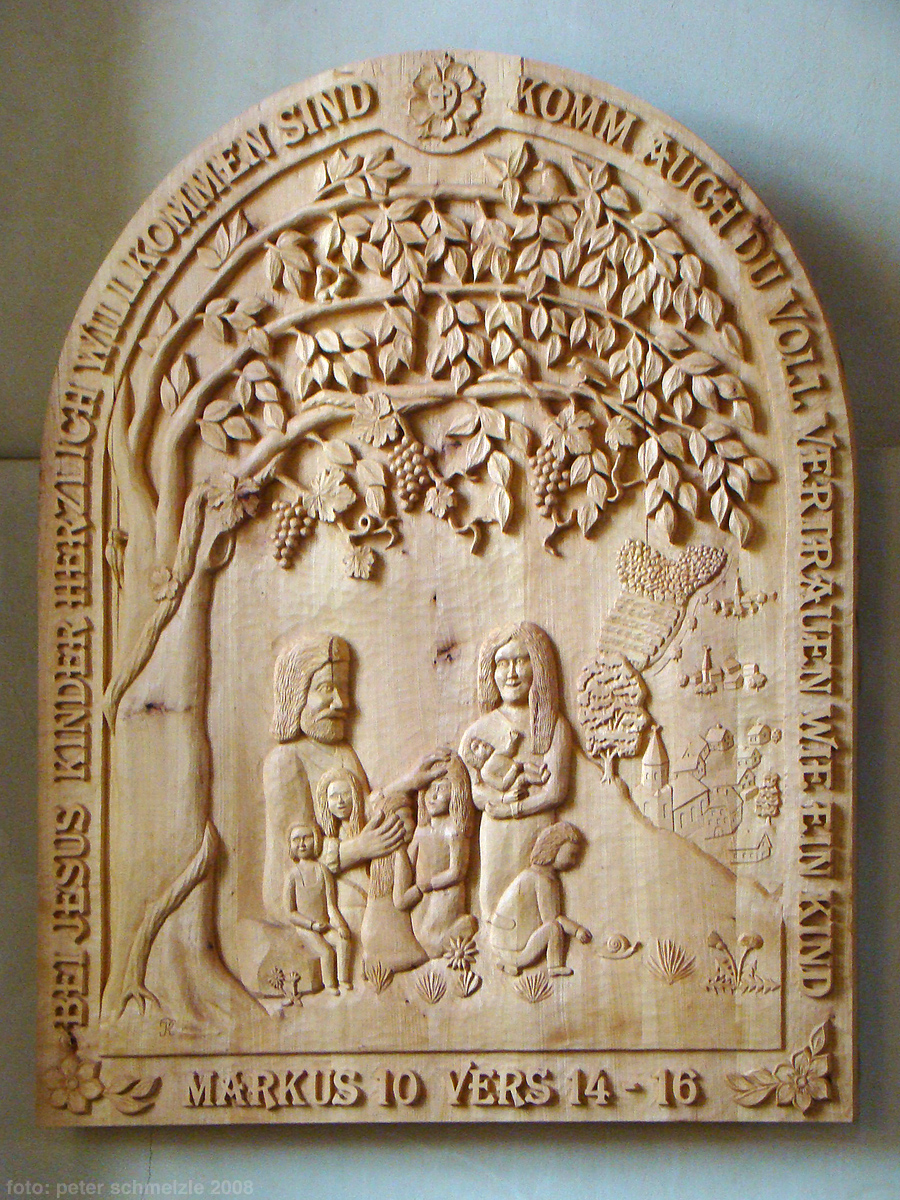
Taufbild